# MaXXXine
MaXXXine là bộ phim kinh dị chặt chém của Hoa Kỳ được ra mắt năm 2024 do Ti West đạo diễn kiêm biên kịch. Đây là phần phim cuối cùng trong chuỗi ba bộ phim X, sau X và Pearl. Phim sẽ có sự tham gia trở lại của Mia Goth trong vai diễn Maxine từ các phần phim trước (và đồng thời cô cũng là nhà sản xuất của phim), bên cạnh các diễn viên khác như Elizabeth Debicki, Moses Sumney, Michelle Monaghan, Bobby Cannavale, Lily Collins, Halsey, Giancarlo Esposito và Kevin Bacon. Trong phim, với tư cách là người sống sót duy nhất trong một vụ thảm sát, Maxine đã trở nên nổi tiếng và vô cùng thành công vào khoảng thời gian những năm 1980 tại Los Angeles, và điều này cũng khiến cô trở thành mục tiêu theo dõi của một tên sát nhân được biết đến với biệt danh là "Night Stalker (Kẻ săn đêm)".
MaXXXine được công chiếu tại Hoa Kỳ bởi A24 vào ngày 5 tháng 7, 2024.

## Tiền đề
Sau khi trở thành người sống sót duy nhất trong một vụ thảm sát, Maxine tiếp tục theo đuổi giấc mơ trở thành một nữ diễn viên nổi tiếng của cô và đồng thời cô cũng phải lảng trốn trước sự theo dõi của tên sát nhân Night Stalker vào những năm 1980 tại Los Angeles.

## Diễn viên
- Mia Goth thủ vai Maxine Minx
- Elizabeth Debicki thủ vai Elizabeth Binder, nữ đạo diễn của phim The Puritan II[2]
- Moses Sumney
- Michelle Monaghan thủ vai một thanh tra Sở Cảnh sát Los Angeles L.A.P.D
- Bobby Cannavale thủ vai một thanh tra Sở Cảnh sát Los Angeles L.A.P.D
- Lily Collins
- Halsey
- Giancarlo Esposito thủ vai một đại lý của ngành công nghiệp phim người lớn và đồng thời là một diễn viên của dòng phim hạng Z
- Kevin Bacon thủ vai một thám tử tư

## Âm nhạc
Tyler Bates sẽ đảm nhận vai trò soạn nhạc cho phim.

## Phát hành
MaXXXine được công chiếu tại Hoa Kỳ bởi A24 vào ngày 5 tháng 7, 2024.